# Tragedia di piazza San Carlo
La tragedia di piazza San Carlo è un episodio di cronaca avvenuto la sera del 3 giugno 2017, a Torino, nell'omonima piazza della città, in cui 3 persone sono rimaste uccise e 1672 sono rimaste ferite (solo quelle registrate, i feriti ne sono stati molti di più).

## Vicenda
La sera di sabato 3 giugno 2017, a Torino, in occasione della finale della UEFA Champions League tra Juventus e Real Madrid, fu installato in piazza San Carlo un maxischermo per permettere ai tifosi juventini rimasti in città di seguire in diretta la partita, che si disputava a Cardiff (Galles, Regno Unito). Le indagini hanno appurato che, durante lo svolgimento della partita, un gruppo di malviventi utilizzarono degli spray urticanti al peperoncino per aprirsi la strada dopo aver razziato oggetti di valore tra il pubblico, facendo scatenare il panico.
I presenti, presi dal terrore, hanno creato, nel fuggire, una calca che ha provocato più di 1 600 feriti e la morte di due donne e un uomo: la prima dopo dodici giorni di agonia, la seconda, rimasta inizialmente tetraplegica, deceduta dopo diciotto mesi, il terzo dopo un calvario durato due anni e mezzo e l'amputazione di un piede.

## Aspetti critici
A seguito della tragedia sono stati osservati dai media alcuni aspetti critici che potrebbero aver contribuito al suo verificarsi:
- mancanza di coordinamento tra le forze di pubblica sicurezza presenti in piazza;
- mancanza di un punto di soccorso prestabilito in caso di emergenza;
- presenza incontrollata di venditori abusivi di bevande contenute in bottiglie di vetro, i cui cocci hanno contribuito all'aumento del numero dei feriti durante la fuga collettiva[6].

## Reazioni
La vicenda ha suscitato un forte shock nell'opinione pubblica, innanzitutto poiché, a causa delle iniziali notizie confuse su quanto stesse accadendo, all'inizio si temeva che si trattasse di un attentato terroristico; all'epoca l'Europa era stata sconvolta da numerosi attacchi di matrice estremista islamica, che tuttavia non avevano mai colpito l'Italia, e soltanto un'ora dopo la tragedia avvenne, sempre ad opera del terrorismo islamista, un attentato sul London Bridge a Londra, che causò la morte di otto persone. Successivamente, appurato che le dimensioni della vicenda erano state amplificate dal panico e dalla psicosi di massa, sono sorte riflessioni sul clima di paura collettiva causato dai recenti attentati in Europa.
L'opposizione comunale ha prontamente chiesto le dimissioni della sindaca Chiara Appendino, del Movimento 5 Stelle, a seguito della vicenda.

## Indagini e procedimenti giudiziari

### Aspetti amministrativi e logistici
La procura della Repubblica di Torino ha immediatamente avviato indagini per accertare le responsabilità di quanto avvenuto.
Il 6 novembre 2017 sono stati notificati venti avvisi di garanzia, tra i cui destinatari figuravano anche il questore di Torino e il sindaco della città. Le indagini vertevano sui reati di omicidio colposo, lesioni colpose e disastro colposo.
Questo filone di indagini sugli aspetti amministrativi e logistici dell'organizzazione è stato formalmente chiuso il 12 aprile 2018.
Il 22 giugno 2018, per la sindaca Chiara Appendino e altri 14 indagati, è stato richiesto il rinvio a giudizio. Il 27 gennaio 2021 Appendino, il suo ex capo di gabinetto Paolo Giordana, l'ex questore Angelo Sanna, l'ex presidente di Turismo Torino Maurizio Montagnese ed Enrico Bertoletti (professionista che si occupò di parte della progettazione) sono stati condannati in primo grado di giudizio a un anno e sei mesi per omicidio, lesioni e disastro colposi. Il 27 giugno 2023 la Corte d'Assise d'Appello conferma la condanna di primo grado e Appendino annuncia il ricorso in Cassazione che viene depositato nel successivo mese di novembre.
Il 17 giugno 2024 la IV sezione penale della Corte di cassazione conferma la responsabilità penale dell'Appendino e del suo Capo di Gabinetto Paolo Giordana ma dispone un nuovo processo di appello per il ricalcolo della pena; annullo con rinvio per Maurizio Montagnese e annullo senza rinvio per il dirigente della Questura Alberto Bonzano. L'ex Questore Angelo Sanna era già stato assolto in Appello. Il 20 gennaio 2025 la Corte d'assisse d'appello di Torino ha condannato la Appendino e Giordana a un anno, 5 mesi e 23 giorni e ha assolto Montagnese.

### Indagini su eventuali comportamenti dolosi
Nell'ambito di un secondo filone di indagini, volte a stabilire eventuali comportamenti dolosi, il 13 aprile 2018 è stato arrestato un gruppo di maghrebini, ritenuto responsabile del panico diffusosi in piazza. Il gruppo, già resosi responsabile di simili reati, avrebbe spruzzato spray urticante allo scopo di rapina. Uno degli arrestati ha poi confessato.
Il gruppo è stato individuato mediante intercettazioni telefoniche nel corso di un'altra indagine, nel corso delle quali è stata menzionata una collana d'oro sottratta durante la calca.
Il 17 maggio 2019 i soggetti responsabili dei fatti sono stati condannati dal tribunale di Torino per omicidio preterintenzionale, rispettivamente: Sohaib Bouimadaghen, Hamza Belghazi e Mohammed Machmachi a 10 anni, 4 mesi e 20 giorni di carcere e Aymene El Sahibi a 10 anni, 3 mesi e 24 giorni.

## Conseguenze
Il 28 luglio 2017, a seguito della vicenda, il Ministero dell'interno italiano, all'epoca guidato dal ministro Marco Minniti (Partito Democratico), ha diffuso una direttiva riguardante Modelli organizzativi per garantire alti livelli di sicurezza in occasione di manifestazioni pubbliche.
Questa direttiva elenca una serie di linee guida riguardanti tipologie di rischi nei casi di manifestazioni in luoghi pubblici con concorso di folla, relative a; capienza massima dell'area in cui si svolge la manifestazione, regolamentazione degli accessi, procedure di evacuazione, strutture e impianti prescritti ed accessibilità per i mezzi di soccorso.
La direttiva, integrando le normative già vigenti fino a quel momento, introduceva per la prima volta rigide prescrizioni e criteri per le manifestazioni pubbliche nelle piazze aperte e in aree sino a quel momento non delimitate, introducendo controlli nei bagagli personali e limitazioni ai materiali ed agli oggetti consentiti anche in aree aperte non private (come era invece già previsto per sale da concerti e spazi privati). Ad esempio Piazza del Duomo a Milano è passata da una “capienza massima ad accesso libero”, che la portava a poter ospitare oltre 120 mila persone, ad un numero massimo di 20 mila persone con accesso contingentato.
Il 14 maggio 2019 la città di Torino ha deciso di ricordare le allora due vittime della tragedia con l'apposizione di una targa commemorativa nella piazza cittadina.